# Castelo Campbell

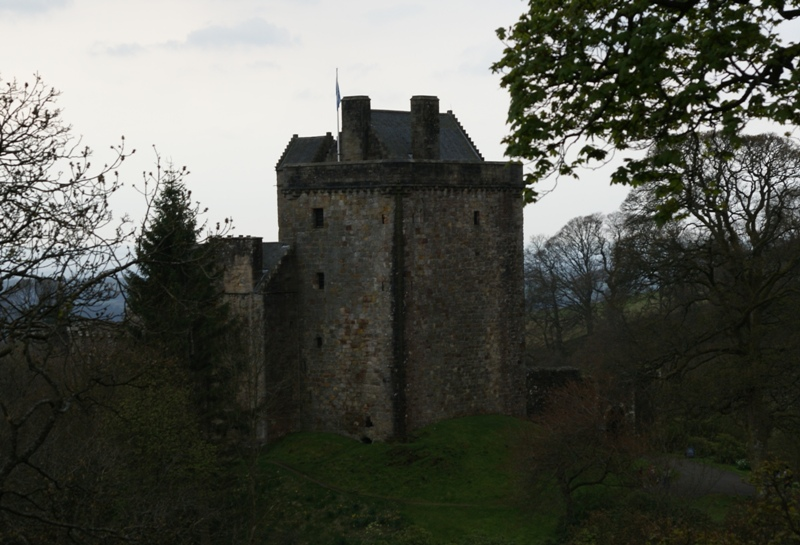
Castelo Campbell, Escócia.

O Castelo Campbell localiza-se na Escócia.

## História
Em posição dominante sobre Dollar Glen, era a fortificação de visão proibida durante o século XV. O castelo foi a fortificação-sede das terras baixas do ramo mais antigo do poderoso clã dos Campbell, que raramente esteve afastado dos mais importantes acontecimentos políticos e religiosos da Escócia nos séculos XV, XVI e XVII.